# Georg Wissowa

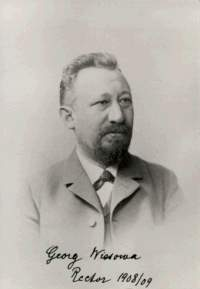
Georg Wissowa auf einem Foto von 1908

Georg Otto August Wissowa (* 17. Juni 1859 in Neudorf, Landkreis Neumarkt, Provinz Schlesien; † 11. Mai 1931 in Halle an der Saale) war ein deutscher Klassischer Philologe, der als Professor an der Universität Marburg (1886–1895) und der Universität Halle (1895–1924) wirkte. Sein Hauptarbeitsgebiet war die Erforschung der römischen Religion.

## Leben
Georg Wissowa, Enkel des Gymnasialdirektors August Wissowa (1797–1868) und Sohn des Gerichtsassessors Otto Wissowa (1818–1870), studierte nach dem Besuch des katholischen St. Matthias-Gymnasiums in Breslau ab 1876 an der Universität Breslau Klassische Philologie, vor allem bei August Reifferscheid. Er wurde 1880 mit einer Arbeit über die Quellen von Macrobius’ Saturnalien promoviert. Anschließend ging er für ein Jahr an die Universität München, um bei Heinrich Brunn seine Kenntnisse in der Archäologie zu erweitern. 1882 habilitierte er sich in Breslau mit einer Arbeit über die römischen Darstellungen der Venus und ging mit einem Reisestipendium des Deutschen Archäologischen Instituts für ein Jahr zu einem Forschungsaufenthalt nach Rom.
Von 1883 an lehrte Wissowa als Privatdozent in Breslau und kam in dieser Zeit in Kontakt mit Theodor Mommsen. 1886 erhielt er einen Ruf auf eine außerordentliche Professur an der Universität Marburg, wo er die Leitung des Proseminars übernahm. 1890 wurde er zum ordentlichen Professor ernannt. Das Deutsche Archäologische Institut ernannte ihn 1892 zum ordentlichen Mitglied.
1895 wurde Wissowa Nachfolger Heinrich Keils auf dem Lehrstuhl für Latinistik an der Universität Halle. 1917 wählte die Bayerische Akademie der Wissenschaften Wissowa zum korrespondierenden Mitglied ihrer Philosophisch-Historischen Klasse. Nachdem er 1923 einen Schlaganfall erlitten hatte, konnte er nur noch unter großen Schwierigkeiten wissenschaftlich arbeiten. 1924 wurde er von seinen Lehrverpflichtungen entbunden. Er starb am 11. Mai 1931 im Alter von 71 Jahren.
Wissowa gehörte seit seinem Studium dem Philologischen Verein Breslau und dem Philologisch-Historischen Verein München an, denen er auch später als Alter Herr im Naumburger Kartellverband verbunden blieb. Der Philologisch-Historische Verein Marburg und der Klassisch-Philologische Verein Halle ernannten ihn während seines Wirkens an der dortigen Universitäten jeweils zum Ehrenmitglied.

## Leistung
Schwerpunkt von Wissowas Forschungstätigkeit war seit seiner Habilitation die römische Religion, der er zahlreiche, 1904 in einem Sammelband veröffentlichte Abhandlungen widmete, vor allem aber eine systematische Darstellung im Rahmen des Handbuchs der klassischen Altertumswissenschaft, die zuerst 1902 erschien, in überarbeiteter Auflage 1912. Außerdem arbeitete er an Wilhelm Heinrich Roschers Ausführlichem Lexikon der griechischen und römischen Mythologie mit und veröffentlichte eine Neubearbeitung von Ludwig Friedländers Sittengeschichte Roms.
Bekannt wurde Wissowa vor allem auch als Herausgeber der Neuausgabe von Paulys Realencyclopädie der classischen Altertumswissenschaft, die nach dem Begründer August Friedrich Pauly und ihm seitdem auch Pauly-Wissowa genannt wird. Er übernahm die Herausgeberschaft im Jahr 1890, nachdem Otto Crusius sie zurückgegeben hatte. Wissowa bemühte sich erfolgreich, geeignete Wissenschaftler für verschiedene thematische Bereiche zu finden. Der erste Band erschien 1893. Sehr schnell zeichnete sich allerdings ab, dass das Werk nicht in der geplanten Zeit von zwölf Jahren fertiggestellt würde (es wurde erst 1978 nach 66 Halbbänden und 15 Supplementbänden abgeschlossen). Wissowa gab deswegen bereits 1903 einen ersten Supplementband heraus, um das Veralten der ersten Bände auszugleichen. Er betreute zwölf Halbbände (Bände 1,1 bis 6,2), einen dreizehnten (7,1, erschienen 1910) zusammen mit Wilhelm Kroll, an den er 1906 die Herausgeberschaft der Realenzyklopädie abtrat.
Von 1914 bis 1922 war Wissowa zusammen mit Carl Robert Herausgeber der Zeitschrift Hermes. Er war in Halle zweimal Dekan der Philosophischen Fakultät und 1908/09 Rektor der Universität. Außerdem gehörte er ab 1902 dem von seinem Freund Eduard Meyer gegründeten „Spirituskreis“ einflussreicher Professoren an. Ab 1891 war er ordentliches Mitglied des Deutschen Archäologischen Instituts, ab 1907 korrespondierendes Mitglied der Akademien der Wissenschaften in München und Göttingen. 1911 erhielt er die Ehrendoktorwürde der Universität Breslau.

## Schriften
- Religion und Kultus der Römer (= Handbuch der klassischen Altertumswissenschaft. 5. Abteilung, 4. Teil). C. H. Beck, München 1902 (Digitalisat); 2. Auflage 1912 (Digitalisat); davon Nachdruck 1971, ISBN 3-406-03406-3.
- Gesammelte Abhandlungen zur römischen Religions- und Stadtgeschichte. C. H. Beck, München 1904 (Digitalisat).